# روبرت فرايدلاند
روبرت فرايدلاند (بالإنجليزية: Robert Friedland)‏ هو خبير مالي أمريكي، ولد في 18 أغسطس 1950 في شيكاغو في الولايات المتحدة.